# Kasszandra (keresztnév)
A Kasszandra görög eredetű női név, mely a görög mitológiában szereplő jósnő nevéből származik.

## Gyakorisága
Az 1990-es években szórványos név, a 2000-es években nem szerepel a 100 leggyakoribb női név között.

## Névnapok
- február 6.[2]
- április 25.[2]
- szeptember 2.[2]